# Yvette Andréyor
Yvette Andréyor, all'anagrafe Yvette Roye (Parigi, 6 agosto 1891 – Parigi, 30 ottobre 1962), è stata un'attrice francese.
Dopo aver debuttato in teatro ad appena 6 anni, divenne molto nota all'epoca del cinema muto, mentre all'avvento del sonoro rimase in disparte, apparendo sugli schermi solo saltuariamente in piccoli ruoli di contorno.

## Biografia
Figlia di Jean-Baptiste e di Marie-Louise Royé, nacque nel quattordicesimo distretto di Parigi. A sei anni, debuttò al Teatro dell'Odéon e proseguì il suo apprendistato artistico al Conservatorio, dove sarà premiata nel 1913. In seguito recitò al Teatro Antoine in Belgio.
Yvette Andréyor fece la sua prima apparizione sullo schermo con la casa cinematografica Gaumont nel 1910. Per Léonce Perret interpretò la figlia di Haleur nel 1911, per André Heuzé recitò ne Le Bossu (1913) e fu la prima a ricoprire il ruolo di Aurore di Nevers.
Louis Feuillade la notò e le fece girare numerosi cortometraggi al fianco di Renée Carl, René Navarre, André Luguet e Suzanne Grandais. Durante il primo decennio del Novecento acquisì una certa notorietà come una delle interpreti preferite di Feuillade. Nel 1912 interpretò il ruolo di Joséphine in Fantômas, film in dodici episodi con René Navarre nel ruolo che dà il titolo all'opera. Nel 1916, fu la dolce Jacqueline Aubry in Judex, la giovane vedova di cui si innamora perdutamente il popolare eroe incarnato da René Cresté. Nel 1917 sposò l'attore Jean Toulout (gireranno più film insieme e divorzieranno nel 1926). L'anno seguente, con la ripresa dell'ultimo episodio de La Nouvelle Mission de Judex, terminò la sua collaborazione con Louis Feuillade.
Lavorò quindi per altri cineasti come Gaston Ravel, Jacques de Baroncelli, Robert Péguy e Germaine Dulac. Nel 1921 interpretò il ruolo di Sava Toronthal in Mathias Sandorf, un adattamento diretto da Henri Fescourt del romanzo d'avventura di Jules Verne, con Romuald Joubé, il marito Jean Toulout e Gaston Modot. Nel 1923 tornò all'Odeon, il teatro del suo debutto, e si dedicò per qualche anno esclusivamente al palcoscenico. Nel 1928 tornò ancora al cinema per girare un ultimo film muto sotto la regia di René Clair, I due timidi con Jim Gérald e Pierre Batcheff.
All'avvento del sonoro l'attrice non trovò molte occasioni per dimostrare il suo talento e la sua bella voce. Negli anni trenta girò solamente dei cortometraggi e le vennero affidati alcuni ruoli secondari sotto la regia di Alberto Cavalcanti e di Robert Péguy.
Dopo la guerra divise la locandina, tra gli altri, con Georges Marchal in Torrents (1946) e Bourvil in Pas si bête (1946). L'attrice si dedicò in seguito essenzialmente all'interpretazione di Luigi Pirandello in Sei personaggi in cerca d'autore, e di François Mauriac in Le Feu sur la terre. La sua carriera cinematografica terminò nel 1961 con il ruolo della governante di Yves Vincent ne La Planque di Raoul André.
Yvette Andréyor morì il 30 ottobre 1962, a Parigi, in totale anonimato, 12 giorni dopo Jean Toulout.

## Filmografia
- L'Aventurière ou Les Cigarettes narcotiques, regia di Louis Feuillade (1910)
- Le Secret du corsaire rouge, regia di Louis Feuillade (1910)
- Dans la vie, regia di Léonce Perret e Louis Feuillade (1911)
- Le Fils de Locuste, regia di Louis Feuillade (1911)
- Le Lys brisé, regia di Léonce Perret (1911)
- L'Amour et l'Argent, regia di Léonce Perret (1911)
- La Lettre aux cachets rouges, regia di Louis Feuillade (1911)
- Sous le joug, regia di Louis Feuillade (1911)
- Mariage par le cinématographe, regia di Léonce Perret (1911)
- L'Automne du coeur, regia di Léonce Perret (1911)
- L'Étendard, regia di Léonce Perret (1911)
- Comment on les garde, regia di Léonce Perret (1911)
- On ne joue pas avec le coeur, regia di Léonce Perret (1911)
- Comment on les prend, regia di Léonce Perret (1911)
- La Paix du vieil ermite
- Le Trafiquant, regia di Louis Feuillade (1911)
- L'Âme du violon, regia di Léonce Perret (1911)
- Nuit tragique, regia di Léonce Perret (1911)
- La Vierge d'Argus, regia di Louis Feuillade (1911)
- La Petite Béarnaise, regia di Léonce Perret (1911)
- Bacchus et Cupidon
- L'Amour qui tue, regia di Léonce Perret (1911)
- Les Béquilles, regia di Léonce Perret (1911)
- Le Haleur, regia di Léonce Perret (1911)
- La Cure de solitude, regia di Léonce Perret (1911)
- Le Bossu, regia di André Heuzé (1912)
- La Fille du Margrave, regia di Léonce Perret (1912)
- Les Blouses blanches, regia di Léonce Perret (1912)
- Quand les feuilles tombent, regia di Louis Feuillade (1912)
- Le Mort vivant, regia di Louis Feuillade (1912)
- Les Cloches de Pâques, regia di Louis Feuillade (1912)
- Notre premier amour, regia di Léonce Perret (1912)
- Nanine, femme d'artiste, regia di Léonce Perret (1912)
- Le Château de la peur, regia di Louis Feuillade (1912)
- Androclès, regia di Louis Feuillade (1912)
- L'Accident, regia di Louis Feuillade (1912)
- Laquelle?, regia di Léonce Perret (1912)
- La Conquête d'Aurélia, regia di Léonce Perret (1912)
- Une perle
- Marget et Bénédict, regia di Léonce Perret (1912)
- Main de fer
- Le Lien, regia di Léonce Perret (1912)
- L'Espalier de la marquise, regia di Léonce Perret (1913)
- Une leçon d'amour, regia di Léonce Perret (1912)
- Le Petit Restaurant de l'espace canin, regia di Henri Fescourt (1912)
- Jeune fille moderne, regia di Louis Feuillade (1912)
- La Vengeance du sergent de ville, regia di Louis Feuillade    (1913)
- Le Revenant, regia di Louis Feuillade (1913)
- Le Guet-apens, regia di Louis Feuillade (1913)
- Les Yeux ouverts, regia di Louis Feuillade (1913)
- Le Secret du forçat, regia di Louis Feuillade (1913)
- Le Browning, regia di Louis Feuillade (1913)
- L'Angoisse, regia di Louis Feuillade (1913)
- Fantômas - À l'ombre de la guillotine, regia di Louis Feuillade (1913)
- Les Chasseurs de lions, regia di Louis Feuillade (1913)
- Juve contre Fantômas, regia di Louis Feuillade (1913)
- Le Mort qui tue, regia di Louis Feuillade (1913)
- Madame Satan, regia di Robert Péguy (1913)
- Son passé, regia di Henri Fescourt (1913)
- Fascination, regia di Gérard Bourgeois (1913)
- Au pays de la mort, regia di Robert Péguy (1914)
- Fantômas contre Fantômas, regia di Louis Feuillade (1914)
- L'Expiation, regia di Louis Feuillade (1915)
- Son or, regia di Louis Feuillade (1915)
- L'Angoisse du foyer, regia di Louis Feuillade (1915)
- Les Bobines d'or, regia di Léonce Perret (1916)
- Les Fourberies de Pingouin, regia di Louis Feuillade (1916)
- Le Malheur qui passe, regia di Louis Feuillade (1916)
- Le Double jeu, regia di Charles Burguet (1916)
- Marraines de France, regia di Léonce Perret (1916)
- L'Aventure des millions, regia di Louis Feuillade (1916)
- Un mariage di raison, regia di Louis Feuillade (1916)
- Si vous ne m'aimez pas, regia di Louis Feuillade (1916)
- La Peine du talion, regia di Louis Feuillade (1916)
- Judex, regia di Louis Feuillade - serial cinematografico di 12 episodi (1916)
- Remember, regia di Charles Burguet (1916)
- Quand minuit sonnera, regia di Charles Burguet (1916)
- L'Ombre tragique, regia di Louis Feuillade (1916)
- Filles d'Eve, regia di Gaston Ravel (1916)
- C'est pour les orphelins, regia di Louis Feuillade (1916)
- La Déserteuse, regia di Louis Feuillade (1917)
- Le Passé de Monique, regia di Louis Feuillade (1917)
- Herr Dokter, regia di Louis Feuillade (1917)
- Le Bandeau sur les yeux, regia di Louis Feuillade (1917)
- L'autre, regia di Louis Feuillade (1917)
- La Fugue de Lily, regia di Louis Feuillade (1917)
- Le nuove avventure di Judex (La Nouvelle Mission de Judex), regia di Louis Feuillade - serial cinematografico di 12 episodi (1917)
- Les Petites Marionnettes, regia di Louis Feuillade (1918)
- La Maison d'argile, regia di Gaston Ravel (1918)
- Renoncement, regia di Edgar-Émile Violet (1918)
- Française malgré tout (1918)
- La Muraille qui pleure, regia di Gaston Leprieur (1919)
- La Rafale, regia di Jacques de Baroncelli (1921)
- La Nuit du 13, regia di Henri Fescourt (1921)
- Mathias Sandorf, regia di Henri Fescourt (1921)
- Chantelouve, regia di Georges Monca e Rose Pansini (1921)
- Judith, regia di Georges Monca e Rose Pansini (1922)
- Le Crime de Monique, regia di Robert Péguy (1922)
- Âme d'artiste, regia di Germaine Dulac e Robert Péguy (1924)
- I due timidi (Les Deux Timides), regia di René Clair (1928)
- Dans une île perdue, regia di Alberto Cavalcanti (1931)
- Vive la classe, regia di Maurice Cammage (1932)
- Ma petite marquise, regia di Robert Péguy (1937)
- Le Veau gras, regia di Serge de Poligny (1939)
- Messaggio speciale (...Un ami viendra ce soir...), regia di Raymond Bernard (1946)
- Pas si bête, regia di André Berthomieu (1946)
- Vipera del deserto (Torrents), regia di Serge de Poligny (1946)
- Par la fenêtre, regia di Gilles Grangier (1948)
- La Veuve et l'innocent di André Cerf (1949)
- La Planque, regia di Raoul André (1962)